# Gorefest
Gorefest (примерный перевод «Праздник крови») — нидерландская дэт-метал группа, образованная в сентябре 1989 года, в провинции Зеландия, в следующем составе: Ян-Крис Де Куйер (Jan-Chris de Koeijer) — (бас гитара, вокал), Фрэнк Хартхорн (Frank Harthoorn) — (гитара), Алекс ван Шейк (Alex van Scheik) — (гитара), Марк Хугендорн (Marc Hoogendoorn) — (барабаны).

## История

### Ранние годы
Своё первое демо, под названием Tangled In Gore, группа записала через два с половиной месяца после образования, которое получило большой резонанс и привлекло к группе внимание различных лейблов.
С самого начала главным отличием Gorefest от остальных дэт-метал-групп было то, что все их тексты имели остро-социальный оттенок, без намека на сатанизм и другие популярные в данном жанре темы. Договор на запись был подписан с нидерландской фирмой Foundation 2000, но вместо того, чтобы приступить к записи альбома, группа выпустила второе демо, Horrors In A Retarted Mind, чтобы ещё более зарекомендовать себя на подпольной сцене. После этого последовал целый ряд концертов в Нидерландах и соседних странах. В конце 1990 года, во время концертов в Нидерландах и Бельгии, группа выступала на разогреве у британской дэт-метал группы Carcass, во время их тура Christmas Carnage. Некоторые концерты из турне записывались, две песни из этих записей были опубликованы на сборнике, D.S.F.A. - Where`s Your God Now?
В июне 1991 года, Gorefest отправились в студию Stonesound, для записи дебютного альбома Mindloss. Запись и микширование альбома проходило в британской студии Эксис, под руководством продюсера Колина Ричардсона, известного по работе с группами Carcass, Napalm Death, Bolt Thrower и Cannibal Corpse. Отзывы критиков и фанатов на дебютный релиз были крайне положительны. Перед самым туром с американской дэт-метал Revenant произошла смена в составе, гитариста Алекса ван Шейка, который к тому времени успел потерять интерес к группе, сменил Боудевийн Бонебеккер.
По причине того, что фирма Foundation 2000 решила не продлевать с Gorefest контракт, к ним стали поступать многочисленные предложения от других звукозаписывающих компаний. В результате группа подписала контракт с Nuclear Blast.
После завершения тура в поддержку Mindloss, группу покинул Марк Хугендорн по причине возникшего конфликта во время тура. Его место занял Эд Уорби из нидерландской пауэр-метал группы Elegy. После турне по Великобритании и Франции, был издан концертный EP Live Misery, который вышел в конце октября 1992 года, в преддверии выхода второго альбома.
Для записи альбома False группа продолжила сотрудничество с Колином Ричардсоном. Звучание альбома оказалось ещё тяжёлее и разнообразнее чем у предшественника. Пластинка так же снискала признание как среди музыкальных критиков, так и поклонников.
Следующий месяц группа провела в туре по Европе, с группами Deicide и Atrocity, дав концерты в Германии, Швеции, Чешской Республике, Словакии и Великобритании.
30 мая 1993 года, на второй день фестиваля Dynamo Open Air, который проходил в Эйндховене, группа выступила перед 45 тысячной аудиторией, съехавшейся со всей Европы. Накануне фестиваля, ударнику была сделана операция на правой руке, и во время концерта он играл с прозрачной повязкой, через которую можно было увидеть кость. Одна из нидерландских компаний записывала фестиваль на 24-х дорожечный магнитофон, для использования записи в ночной рок-передаче. В этом же году выступление было выпущено на CD, под названием The Eindhoven Insanity.
Также в этом году, Ян Крис де Куйер, вместе с Карлом Уиллетсом из Bolt Thrower и Мака из Healer, приняли участие в записи гостевого вокала, к композиции «Wrong Side of the Grave», с альбома Transcend The Rubicon, британской дэт-метал группы Benediction.
В этом же году, прошел тур по Северной Америке, под названием Insanity Tour, в котором Gorefest выступали на разогреве у группы Death. Заключительный концерт данного турне состоялся 15 августа, в городе Мехико, в Мексике.

### Смена стиля и уход со сцены
В 1994 году Gorefest в очередной раз отправились в студию для записи нового альбома. В качестве нового продюсера они пригласили Пита Колмана, который до этого работал с Paradise Lost, над альбомом Icon. Диск получил название Erase, звучание пластинки стала гораздо более среднетемповым и отошло от традиционного дэт-метала, представляя из себя дэт-н-ролл. Альбом занял 56 место в Нидерландском и Бельгийском чартах, а в октябре 1994 года на Nuclear Blast выпустили лимитированное издание альбома в железном боксе, тиражом в 5 тысяч экземпляров. Многие фанаты негативно восприняли такую смену музыкального вектора и обвиняли Gorefest в коммерциализация, но альбом хорошо продавался и привлек к группе новых поклонников.
Следующий релиз, мини-альбом Fear, вышедший в ноябре 1994, (был записан после окончания европейского турне), показал дальнейшее движение группы в сторону дэт-н-ролла.
Сингл Freedom был выпущен в феврале 1996 года.
К записи следующего полноформатного альбома, группа приступила в 1996 году, диск был спродюсирован совместно с Оскаром Холлманом, альбом получил название Soul Survivor, и представлял из себя грув-метал с гроулингом.
В поддержку альбома группа выступила на разогреве у AC/DC в Нидерландах, а также на Dynamo Open Air. На фестивале Out Of The Dark Festival, который проходил в Германии группа выступала вместе с Theatre of Tragedy и греческой дарк-метал группой Rotting Christ.
Soul Survivor стал последним альбомом группы, выпущенным на лейбле Nuclear Blast.
Запись пятого студийного альбома под названием Chapter 13' проходила осенью 1997 года в Нидерландах. Продюсированием и микшированием пластинки также занимался Оскар Холлман. В музыкальном плане альбом продолжал развивать идеи двух последних релизов. Издателем на сей раз выступили SPV/Steamhammer. В поддержку альбома Gorefest провели совместной тур с Judas Priest, а позже группа прекратила своё существование.

### Воссоединение
Спустя шесть лет после распада, группа вновь собралась в прежнем составе. Gorefest выступили на многочисленных фестивалях весной/летом 2005 года. В том числе, 7 мая на Dynamo Open Air, и на Wacken Open Air в августе.

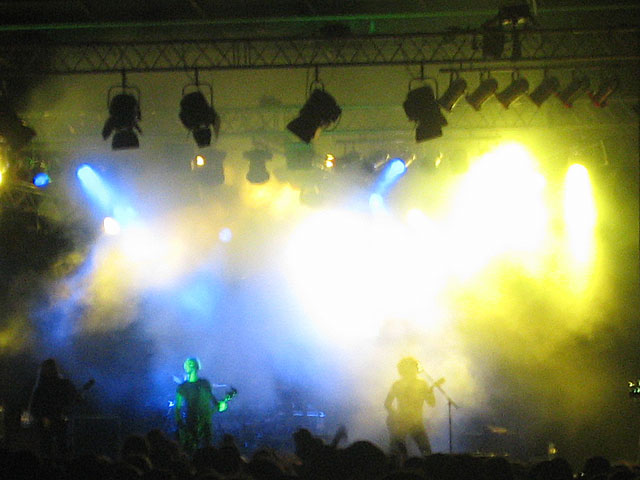
Gorefest на фестивале Wacken Open Air (2005 год)

Летом 2005 года был издан коллекционный бокс-сет To Hell and Back-GOREOGRAPHY, со старыми работами группы.

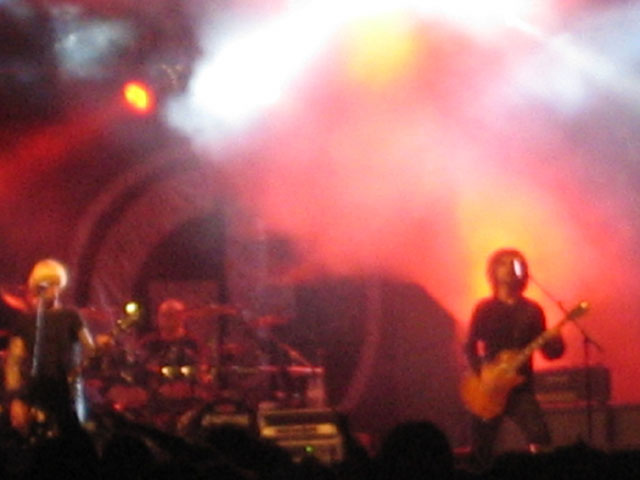
Gorefest, Wacken Open Air (2005 год), на заднем плане логотип группы, измененный в 1994 году

Все альбомы получили ремастеринг, а буклет содержал комментарии нидерландского журналиста Роберта Хаагсма.
В этом же году Gorefest выпустили шестой полноформатный альбом под названием La Muerte, который был записан в Роттердаме, в студии Excess со звукоинженером Хансом Питерсом. Сведением материала занимался Тью Мэдсен, известный своей работой с группами Konkhra, Grope, Raunchy, The Haunted, Panzerchrist, Mnemic, Ektomorph, Destiny, Aborted, Disbelief и Born From Pain, на своей личной студии Antfarm Studios. Пластинка ознаменовала собой возвращение к традиционному дэт-металу, сохранив при этом средний темп и низкий гитарный тон. Каждый из участников записывал свои партии и музыкальные идеи дома, при помощи программы Pro Tools. Таким образом, ещё до начала работы в студии, у группы были готовы демо-версии на все песни к будущему альбому.
Контракт на издание альбома вновь был подписан с Nuclear Blast. В этом же году группа выступила на фестивалях Wacken Open Air (Германия) и Rock The Nations Fest (Турция).
В 2006 году состоялся европейский тур с Bolt Thrower, группа также выступила на фестивалях Dynamo Open Air, Wacken Open Air, Graspop, Earthshaker, With Full Force и Lowlands, отыграла множество сольных концертов, и сосредоточилась после этого на сочинении нового материала.
12 мая 2007 года, на сцене P60 в городе Амстелвен, в Нидерландах, состоялось выступление группы Live & Dangerous, на котором были исполнены кавер-версии песен группы Thin Lizzy. Данное выступление транслировалось онлайн на сайте Metal-Experience.com.
Заключительным в дискографии Gorefest, стал альбом под названием Rise to Ruin, выпущенный 3 августа 2007 года в Европе, и 25 сентября в США. В США пластинка был выпущен на лейбле Candlelight Records. Альбом занял 61 место в национальном нидерландском чарте, в августе 2007 года. микшированием Rise to Ruin занимался Тью Мэдсен в студии Antfarm Studios, который уже сотрудничал с командой при работе над их предыдущей работой. Критики описали звучание пластинки как сочетание агрессивности Mindloss, хуковости Soul Survivor и жёсткости Erase.
В записи принял участие Джейкоб Бреда, вокалист из Hatesphere.
Зимой 2007 года, в рамках тура в поддержку альбома Rise To Ruin, Gorefest посетили Россию, отыграв по одному концерту в Москве, (клуб "Точка", 1 декабря) и Санкт-Петербурге, (клуб "Roks", 2 декабря).
Издательством альбомов Gorefest в России, занималась фирма Irond Records, по лицензии Nuclear Blast.
15 июня 2009 года Gorefest объявили о окончательном распаде.

## Состав
| |  |  |
| Участники Gorefest во время выступления в клубе "Точка", Москва, 2007 год (слева направо): Ян Крис Де Куйер (бас, вокал), Боудевийн Бонебеккер (гитара), Фрэнк Хартхоорн (гитара) |  |  |

### Последний состав
- Ян Крис Де Куйер — вокал, бас-гитара (1989-1998, 2004-2009)
- Боудевийн Бонебеккер — гитара (1989-1998, 2005-2009)
- Фрэнк Хартхоорн — гитара (1992-1998, 2004-2009)
- Эд Варби — ударные (1992-1998, 2004-2009)

### Бывшие участники
- Марк Хоогендорн — ударные (1989-1991)
- Алекс ван Шайк — гитара (1989-1991)
- Рене Меркельбах — клавишные (1996-1998)

## Дискография

### Демо
- Tangled in Gore (1989)
- Horrors in a Retarted Mind (1990)

### Студийные альбомы
- Mindloss (1991)
- False (1992)
- Erase (1994)
- Soul Survivor (1996)
- Chapter 13 (1998)
- La Muerte (2005)
- Rise to Ruin (2007)

### Синглы и EP
- Fear (1994)
- Freedom (1995)

### Концертные альбомы
- Live Misery (1992)
- The Eindhoven Insanity (1993)

### Видеоклипы
- The Confessions of a Serial Killer
- Erase
- Fear
- Freedom
- For the Massess

### DVD
- La Muerte Making